# Lactuca plumieri
Lactuca plumieri là một loài thực vật có hoa trong họ Cúc. Loài này được (L.) Gren. & Godr. mô tả khoa học đầu tiên năm 1850.